# Frank Allen (Fußballspieler, 1927)
Frank Allen (* 28. Juni 1927 in Shirebrook; † 2. Februar 2014 in Chesterfield) war ein englischer Fußballspieler.

## Karriere
Allen, zuvor Spieler bei Langwith Imperial, war bereits ab der Saison 1948/49 beim FC Chesterfield als Amateur registriert, erstmals zu Einsätzen kam er im Verlauf der Spielzeit 1948/49 in der dritten Mannschaft in der Yorkshire League; zumeist auf den beiden Außenläuferpositionen. Zu Beginn der Saison 1950/51 gehörte Allen weiterhin als Amateur zum Aufgebot Chesterfields und wurde im Saisonverlauf zunehmend als linker Außenstürmer in der zweiten Mannschaft in der Central League aufgeboten; im März 1951 rückte er schließlich zum Profi auf. Seine ersten beiden Einsätze in der Football League Third Division North bestritt Allen im Oktober 1951 anstelle von Pat Maxwell auf Linksaußen, den Großteil der Saison spielte er aber weiterhin in den beiden Reservemannschaften. Seinen dritten und letzten Auftritt für die erste Mannschaft hatte Allen im April 1953 bei einem 2:0-Heimerfolg gegen Hartlepools United als linker Verteidiger, eine Position, die er zuvor einige Male in den Reserveteams bekleidete.
Zur Saison 1953/54 wechselte Allen zum Drittligakonkurrenten Mansfield Town und beeindruckte in der Saisonvorbereitung den neuen Trainer Stan Mercer. Dennoch kam er lediglich Ende September 1953 zu einer Serie von drei Einsätzen, in den folgenden zwölf Monaten schlossen sich vereinzelt insgesamt drei Auftritte wahlweise als linker Läufer oder linker Verteidiger an, die beiden Defensivpositionen in der linken Feldhälfte waren ansonsten zumeist von Don Bradley und Sid Watson besetzt. Nach sechs Einsätzen in zwei Spielzeiten in der ersten Mannschaft Mansfields endete seine Zeit in der Football League, in den folgenden Jahren spielte er in der Central Alliance für Langwith Miners Welfare und zusammen mit seinem früheren Chesterfield-Mannschaftskameraden Jackie Hudson für Shirebrook Miners Welfare.